# Лазченко, Константин Никитович
Константи́н Ники́тович Ла́зченко (род. 1936) — советский и российский хозяйственный деятель.
Генеральный директор ПО «Гуковуголь», Открытого Акционерного Общества «Гуковуголь» (1989—1997). Член Межрегиональной общественной организации «Академия горных наук», почётный работник топливно-энергетического комплекса, почётный гражданин г. Гуково.

## Биография
Родился Константин Никитович Лазченко 17 июня 1936 года. Когда началась Великая Отечественная война Константину Лазченко было пять лет, его отец ушёл на фронт защищать Родину. В селе Алексеево-Лозовском Чертковского района Ростовской области прошло его военно детство. В 1942 году, когда Константину было шесть лет село Алексеево-Лозовское было захвачено немецкими войсками. Константин Лазченко и его друзья понимали из разговоров немцев, что под Сталинградом идёт одно из важнейших генеральных сражений Второй мировой и Великой Отечественной войн и они решили помогать своим отцам, которые были на фронте, сражаясь с фашистами. Помогали, по словам Константина Никитовича вредили как могли фашистам: разбивали фары, шилом протыкали колёса немецких машин. В 1943 году Ростовская область была освобождена от немцев. Константин Лазченко пошёл в первый класс босяком и скудным тормозком. Константин Никитович рассказывает как первая учительница в школе попросила ребят накормить мальчика Ваню,  несмотря на голод ребята поделились чем могли: картошкой, молоком. Зимой было тяжело с едой, а когда наступала весна собирали для еды калачики, молочай, ходили в лес собирать по деревьям грачиные яйца. Константин Никитович Лазченко гордится своим поколением. Воспоминаниями о своём детстве Константин Лазченко поделился, став одним из первых участников всероссийской акции по созданию архива видеовоспоминаний последних свидетелей Великой Отечественной войны "Моё детство - война".
В 1960 г. окончил Новочеркасский политехнический институт, аспирантуру Ленинградского горного института (заочно). 
- С 1960 по 1968 гг. работал на шахте «Бургуста-Замковая» № 3:
  - горным мастером,
  - помощником начальника добычного участка,
  - начальником добычного участка,
  - заместителем главного инженера,
  - главным инженером.
- В 1968—1975 гг. — главный инженер шахты «Гуковская».
- В 1975—1986 гг. — директор шахты имени 50-летия Октября.
- В 1986—1989 гг. — технический директор Производственного объединения «Гуковуголь».
- С 1989 по 1997 гг. — генеральный директор ПО «Гуковуголь», Открытого Акционерного Общества «Гуковуголь».
- В 1990—1993 гг. — народный депутат РФ, входил в состав фракции «Промышленный союз», был членом Высшего экономического совета при Президиуме Верховного Совета РФ.[2]
- С 1997 по 2001 гг. — председатель совета директоров ОАО «Гуковуголь».
- С 2003 по 2004 гг. — генеральный директор ОАО «Гуковуголь».
- С 2005 г. — помощник председателя Южного научного центра Российской академии наук.[3]

Автор книги (в соавторстве с Б. Д. Терентьевым) «Геотехнологические способы разработки месторождений полезных ископаемых».
 ISBN 5-7418-0073-4
Автор 14 изобретений.
Трудовая биография К. Н. Лазченко легла в основу одного из вопросов финальной игры областного молодёжного телевизионного проекта "Эрудит Дона" (автор и ведущий - Леонид Шафиров).

## Награды
- Орден Ленина,
- Орден Октябрьской революции,
- Орден Трудового Красного Знамени,
- Медаль «Ветеран труда»
- Медаль «За доблестный труд. В ознаменование 100-летия со дня рождения В. И. Ленина»
- Знаки «Шахтёрская слава» всех трёх степеней.
- Звание «Почётный шахтёр РСФСР».
- Присвоено звание Почётного гражданина г. Гуково (1996 г.).
- Награда Российской академии естественных наук — почётный знак В. Н. Татищева «За пользу Отечеству» (2001 г.).

## Семейное положение
Женат. У Константина Никитовича:
- трое взрослых детей,
- пятеро внуков, которые успешно трудятся в разных отраслях производства Ростовской области;
- четверо правнуков.

## Из отзывов земляков
Н. В. Буканова, директор МОУ СОШ № 24 г. Гуково: 

«Мудрость К. Н. Лазченко берёт начало в любви к отчему краю, шахтёрскому труду, к родному городу. Верю, что ещё долгие годы он будет всем нам помогать воспитывать ребят, потому, что жизнь и счастье торжествуют тогда, когда мысль становится делом. А у Константина Никитовича именно так и происходит!»